# Philetor brachypterus
Philetor brachypterus es una especie de murciélago de la familia Vespertilionidae. Es la única especie del género Philetor, descrito por Coenraad Jacob Temminck en 1840. Este murciélago habita principalmente en el Sureste Asiático, incluyendo islas y regiones tropicales, y es de hábitos insectívoros.

## Distribución geográfica
Philetor brachypterus se distribuye en varias regiones del Sureste Asiático, incluyendo Brunéi, Indonesia, Malasia, Nepal, Papúa Nueva Guinea y las Filipinas. La especie se encuentra en diversos hábitats, desde bosques tropicales hasta áreas de cultivo cercanas a zonas de selva. Prefiere refugios en cavidades de árboles y, ocasionalmente, en estructuras humanas.

## Conservación
La especie está catalogada como de preocupación menor (LC) en la Lista Roja de la UICN debido a su amplia distribución y tolerancia a diferentes tipos de hábitat. Sin embargo, enfrenta amenazas por la pérdida de hábitat debido a la deforestación en algunas áreas de su rango.